# Knemodynerus euodyneroides
Knemodynerus euodyneroides är en stekelart som beskrevs av Gusenleitner 1997. Knemodynerus euodyneroides ingår i släktet Knemodynerus och familjen Eumenidae. Inga underarter finns listade i Catalogue of Life.